# Liste von luftreinigenden Pflanzen
Die erste Liste von Luft reinigenden Pflanzen wurde von der NASA als Teil der „NASA Clean Air Study“ zusammengestellt. In dieser wurde untersucht, wie die Luft in Raumstationen gereinigt werden könnte. Neben der allen Pflanzen eigenen Produktion von Sauerstoff und der Beseitigung von Kohlenstoffdioxid entfernen manche Pflanzen in signifikantem Umfang auch Benzol, Formaldehyd und Trichlorethen. Außerdem finden sich entsprechende Listen in B. C. Wolvertons Buch und einer anderen Veröffentlichung. In diesen liegt der Fokus auf der Entfernung bestimmter Chemikalien aus der Luft.
Die meisten Pflanzen stammen aus tropischen oder subtropischen Gebieten. Sie kommen auch mit wenig Sonnenlicht zurecht und gedeihen auch im Haus.
Die NASA-Studie wurde in hermetisch versiegelten Räumen durchgeführt, die Übertragbarkeit dieser Ergebnisse auf nicht dicht verschlossene Räume wie normale Wohnungen wird bestritten.
Der NASA-Studie steht seit 2019 eine Studie gegenüber, welche die praktische Nutzung der in dieser Liste aufgeführten Pflanzen bestreitet, demnach benötige man zwischen zehn und eintausend Pflanzen pro Quadratmeter (je nach Belastungsgrad, Raumgröße etc.), um eine luftreinigende Wirkung zu erzielen.

## Pflanzen
| Pflanze, entfernt primär:                                     | Benzol (NASA) | Formaldehyd (NASA) (Wolverton) | Trichlorethen (NASA) | Xylole und Toluol | Ammoniak | giftig oder essbar?                                                         |
| ------------------------------------------------------------- | ------------- | ------------------------------ | -------------------- | ----------------- | -------- | --------------------------------------------------------------------------- |
| Zwerg-Dattelpalme (Phoenix roebelenii)                        | Nein          | Ja                             | Nein                 | Ja                | Nein     | ungiftig für Katzen                                                         |
| Goldfruchtpalme (Dypsis lutescens)                            | Nein          | Nein                           | Nein                 | Ja                | Nein     | ungiftig für Katzen                                                         |
| Kentia-Palme (Howea)                                          | Nein          | Ja                             | Nein                 | Ja                | Nein     | ungiftig für Katzen                                                         |
| Nephrolepis exaltata (Nephrolepis exaltata 'Bostoniensis')    | Nein          | Ja                             | Nein                 | Ja                | Nein     | ungiftig für Katzen                                                         |
| Nephrolepis obliterata (Nephrolepis obliterata)               | Nein          | Ja                             | Nein                 | Ja                | Nein     | ungiftig für Katzen                                                         |
| Gemeiner Efeu (Hedera helix)                                  | Ja            | Ja                             | Nein                 | Ja                | Nein     | giftig für Katzen                                                           |
| Liriope spicata (Liriope spicata)                             | Nein          | Ja                             | Nein                 | Ja                | Ja       | ungiftig für Katzen                                                         |
| Grünlilie (Chlorophytum comosum)                              | Nein          | Ja                             | Nein                 | Ja                | Nein     | ungiftig für Katzen                                                         |
| Efeutute (Epipremnum aureum)                                  | Ja            | Ja                             | Ja                   | Ja                | Nein     | giftig für Kinder und Haustiere                                             |
| Einblatt/Friedenslilie (Spathiphyllum 'Mauna Loa')            | Ja            | Ja                             | Ja                   | Ja                | Ja       | giftig für Katzen und Hunde                                                 |
| Anthurium andraeanum (Anthurium andraeanum)                   | Nein          | Ja                             | Nein                 | Ja                | Ja       | giftig                                                                      |
| Aglaonema modestum (Aglaonema modestum)                       | Ja            | Ja                             | Nein                 | Nein              | Nein     | giftig für Katzen                                                           |
| Chamaedorea seifrizii (Chamaedorea seifrizii)                 | Nein          | Ja                             | Nein                 | Ja                | Nein     | ungiftig für Katzen                                                         |
| Rhapis excelsa (Rhapis excelsa)                               | Nein          | Ja                             | Nein                 | Ja                | Ja       | ungiftig für Katzen                                                         |
| Sansevieria trifasciata (Sansevieria trifasciata 'Laurentii') | Ja            | Ja                             | Ja                   | Ja                | Nein     | giftig für Katzen und Hunde                                                 |
| Philodendron cordatum (Philodendron cordatum)                 | Nein          | Ja                             | Nein                 | Nein              | Nein     | giftig für Katzen                                                           |
| Philodendron bipinnatifidum (Philodendron bipinnatifidum)     | Nein          | Ja                             | Nein                 | Nein              | Nein     | giftig für Katzen                                                           |
| Philodendron domesticum (Philodendron domesticum)             | Nein          | Ja                             | Nein                 | Nein              | Nein     | giftig für Katzen                                                           |
| Gerandeter Drachenbaum (Dracaena reflexa)                     | Ja            | Ja                             | Ja                   | Ja                | Nein     | giftig für Katzen und Hunde                                                 |
| Gerandeter Drachenbaum (Dracaena marginata)                   | Ja            | Ja                             | Ja                   | Ja                | Nein     | giftig für Katzen und Hunde                                                 |
| Dracaena fragrans (Dracaena fragrans 'Massangeana')           | Nein          | Ja                             | Nein                 | Nein              | Nein     | giftig für Katzen                                                           |
| Birkenfeige (Ficus benjamina)                                 | Nein          | Ja                             | Nein                 | Ja                | Nein     | giftig für Hunde, Katzen und Pferde                                         |
| Gerbera jamesonii (Gerbera jamesonii)                         | Ja            | Ja                             | Ja                   | Nein              | Nein     | ungiftig für Katzen                                                         |
| Garten-Chrysantheme (Chrysanthemum morifolium)                | Ja            | Ja                             | Ja                   | Ja                | Ja       | giftig für Hunde, Katzen und Pferde                                         |
| Gummibaum (Ficus elastica)                                    | Nein          | Ja                             | Nein                 | Nein              | Nein     | giftig für Katzen                                                           |
| Dendrobium (Dendrobium spp.)                                  | Nein          | Nein                           | Nein                 | Ja                | Nein     | ungiftig für Katzen                                                         |
| Dieffenbachien (Dieffenbachia spp.)                           | Nein          | Nein                           | Nein                 | Ja                | Nein     | verursacht beim Kauen oder Verschlucken Entzündungen bei Kindern und Tieren |
| Homalomena wallisii (Homalomena wallisii)                     | Nein          | Nein                           | Nein                 | Ja                | Nein     | unbekannt                                                                   |
| Phalaenopsis (Phalaenopsis spp.)                              | Nein          | Nein                           | Nein                 | Ja                | Nein     | ungiftig für Katzen                                                         |